# Hermann Jónasson
Hermann Jónasson (25 de dezembro de 1896 – 22 de janeiro de 1976) foi um político islandês. Ocupou o cargo de Primeiro-ministro da Islândia por duas vezes, sendo a primeira de 28 de julho de 1934 até 16 de maio de 1942 e a segunda de 24 de julho de 1956 até 23 de dezembro de 1958.